# Euonymus alatus
Euonymus alatus (Thunb.) Siebold, 1830, conosciuta comunemente come mandrino alato, evonimo alato o roveto ardente, è una specie di pianta fiorita della famiglia Celastraceae, nativa della Cina centrale e settentrionale, Giappone, e Corea.

## Descrizione
Questo arbusto deciduo cresce fino a 2,5 metri di altezza, spesso più larghe che in altezza. Gli steli sono notevoli per le loro creste o "ali". La parola alatus in latino significa "alato", in riferimento ai rami alati. Le foglie sono 2-7 centimetri di lunghezza e 1-4 centimetri ampie, ovali-ellittiche, con un apice acuto. I fiori sono verdastri, portato per un lungo periodo in primavera. Il frutto è un rosso arillo racchiuso da una capsula rosa, gialla o arancione a quattro lobi.
Il nome comune "roveto ardente" deriva dal brillante colore rosso delle foglie, in autunno.

## Usi
Si tratta di un popolare pianta ornamentale in parchi e giardini per la sua rosa brillante o frutta di colore arancione e attraente colore di caduta. Le specie e la cultivar 'Compactus' hanno entrambi guadagnato la Royal Horticultural Society's Award of Garden Merit.
Questa pianta è una specie invasiva di boschi in Nord America orientale, e la sua importazione e la vendita è vietata negli Stati del Massachusetts e New Hampshire.
E. alatus, Gui Jian Yu, è usato in medicina tradizionale cinese per rimuovere la stasi del sangue, promuovere le mestruazioni, rimuovere materiali tossici, abbasserà il gonfiore, e uccidere gli insetti o parassiti.